# Fekete lóri
A fekete lóri (Chalcopsitta atra), korábban gyászlóri, a papagájalakúak (Psittaciformes) rendjének, és a szakállaspapagáj-félék (Psittaculidae) családjába, azon belül a lóriformák (Loriinae) alcsaládjába tartozó faj.

## Származása, elterjedése
Új-Guinea szigetének nyugati területein vidékén él.

## Alfajai
- Chalcopsitta atra bernsteini Rosenberg, 1861
- Chalcopsitta atra atra (Scopoli, 1786)
- Chalcopsitta atra insignis Oustalet, 1878

## Megjelenése, felépítése
Testhossza 30–32 centiméter, szárnyának hossza 16–18 cm. Testtömege 230-260 gramm; a hím feje és csőre a nőstényénél valamival nagyobb. Mindkét nem tollazata bíborral átszőtt fekete. A fej és a nyak tollai lándzsahegy alakúak; a hát tollain szürkésbarna szegély fut körül. Szárnyán a külső zászlók mélyfeketék, a belsők sötétszürkék. Begyén és hasán a mélyfekete tollak viola árnyalatúak. A fartő és a hát farok felőli része kékesfekete, a farktollak hasi oldala vöröses, a végük sárga.
Írisze vörösesbarna, csőre fekete. Farkának alsó felülete piros és sárga. A  nemek hasonlóak.
|  |

## Életmódja
A nyílt erdőségek és szavannák lakója.
10–30 fős csapatokban él. Hangja magas, csivitelő.

### Szaporodása
Fészkét 30–40 méter magasan fákra rakja. Egy fészekalja 2 tojás. A fészkelési idő 60–70 nap, ebből maga a költés 25 nap.

### Tartása
Csak fiatal példányai szelídíthetők. Fogságban szaporítása ritkán sikeres.
Tágas röpdét igényel. Főleg gyümölccsel táplálható.